# Джакати
Джакати (Джат, Джатаки, Джати, Джату, Кайани, Мусали) — язык в Афганистане численностью 30 615 человек. Один из Западно-пенджабских языков.